# Джон Робертс
Джон Ґловер Робертс (англ. John Glover Roberts; нар. 27 січня 1955) — американський юрист, голова Верховного суду США з 29 вересня 2005 року.

## Ранні роки
Джон Робертс народився в 1955 році в Буффало, штат Нью-Йорк. Свої дитячі роки провів у північній Індіані, де навчався у приватній школі-інтернаті. Закінчивши середню школу, вступив до Гарвардського університету, де отримав ступінь бакалавра мистецтв в області історії. Також навчався у Гарвардській школі права, поєднуючи навчання з роботою редактора в журналі Harvard Law Review. У 1979 році йому було присуджено ступінь доктора права.

## Кар'єра
З 1980 по 1981 рік Робертс працював помічником Вільяма Ренквіста — майбутнього голови Верховного суду США, який був в той момент його рядовим членом. З 1981 по 1982 роки Робертс також був помічником Генерального прокурора США Вільяма Сміта в адміністрації Рональда Рейгана, а з 1982 по 1986 рік працював в офісі юрисконсульта в Білому домі. Після цього займався приватною юридичною практикою. У 1989 році він зайняв посаду заступника Генерального прокурора і брав участь у розгляді 39 справ, вигравши в 25 з них. 2 червня 2003 був призначений на посаду судді Федерального апеляційного суду округу Колумбія.
У вересні 2005 року помер Вільям Ренквіст, голова Верховного суду США. Джон Робертс, раніше призначений членом Верховного Суду замість Сандри Дей О'Коннор, що пішла у відставку, був призначений Джорджем Бушем вже на посаду його голови. Сенат США затвердив його кандидатуру і 29 вересня 2005 Робертс вступив на посаду, ставши в свої 50 років наймолодшим головою Верховного суду за останні 200 років.

## Інавгурація Обами
20 січня 2009 відбулася інавгурація 44-го президента США Барака Обами, на якій Робертс приймав його присягу. Однак він переплутав порядок слів, через що президент, що повторював за ним слова клятви, виголосив її неправильно. Через це було прийнято рішення про проведення повторної церемонії, яка відбулася наступного дня в Білому домі.

## Заява про суддів
У листопаді 2018 року суддя федерального окружного суду Північного округу Каліфорнії Джон Тайгер, призначений на цю посаду Бараком Обамою, заблокував указ президента Дональда Трампа, який заборонив надання політичного притулку нелегальним мігрантам. Трамп у відповідь назвав Тайгера «суддею Обами». Після цього Робертс виступив із безпрецедентною заявою:
|  | — У нас немає суддів Обами чи суддів Трампа, суддів Буша чи суддів Клінтона. Те, що ми маємо, — це видатна група відданих справі суддів, які роблять все можливе, щоб забезпечити рівні права тим, хто постає перед ними. Незалежна судова система – це те, за що нам усім слід бути вдячними. |

## Особисте життя
У 1996 році Джон Робертс одружився у Вашингтоні на Джейн Салліван. У сімейної пари двоє усиновлених дітей — Джозефін і Джон.